# Acerosodontosaurus
Acerosodontosaurus is een geslacht van uitgestorven neodiapside reptielen dat leefde tijdens het Laat-Perm van Madagaskar. De enige soort Acerosodontosaurus piveteaui is bekend uit een natuurlijke mal van een enkel gedeeltelijk skelet, waaronder een verbrijzelde schedel en een deel van de romp en ledematen. Het fossiel werd ontdekt in mariene afzettingen van de Lower Saamena-formatie. In combinatie met verschillende skeletkenmerken kan dit erop wijzen dat individuen van Acerosodontosaurus op zijn minst gedeeltelijk in het water leefden.
Acerosodontosaurus wordt over het algemeen beschouwd als een younginiform, onderdeel van een parafyletische graad van diapsiden die de meest basale diapsiden (Araeoscelidia zoals Petrolacosaurus) verbond met meer afgeleide diapsiden, waaronder de vroegste voorouders van moderne reptielen zoals krokodilachtigen en hagedissen. Zijn positie in de stamboom is echter controversieel. Aanvankelijk beschouwd als een exemplaar van de gelijktijdig levende Tangasaurus, werd Acerosodontosaurus later beschreven als een younginide in 1980 en een tangasauride in 2009. Meer recente studies hebben zelfs de hypothese ondersteund dat het helemaal geen younginiform was, maar eerder een vroeg lid was van de Pantestudines, de reptielenlijn die zou leiden tot de moderne schildpadden. Deze theorie is echter nog steeds controversieel.

## Geschiedenis
Acerosodontosaurus is bekend van een enkel exemplaar, opgeslagen in het Museum National d'Histoire Naturalle in Parijs, Frankrijk. Dit exemplaar, holotype MNHN 1908-32-57, werd aan Tangasaurus toegewezen en bleef onbeschreven totdat Phillip John Currie het als een nieuw geslacht erkende. Hij beschreef het als Acerosodontosaurus piveteaui in 1980, een naam die ruwweg vertaalt naar 'Piveteau's naaldgetande hagedis'. De soortaanduiding verwijst naar Jean Piveteau, een paleontoloog die een pionier was in de studie van reptielen uit het Perm van Madagaskar.
Het exemplaar werd geborgen op een niet meer bekende locatie in de onderste Saamena-formatie, een geologische formatie uit het Laat-Perm van Madagaskar. De Saamena-formatie werd gevormd door overstromingsdeposities aan de kust en kan worden gekenmerkt door een divers assortiment aan waterdieren, semi-aquatische en landdieren, waaronder veel vroege diapsiden. Het Acerosodontosaurus-exemplaar is een gedeeltelijk skelet dat bewaard is gebleven als een compressiefossiel in een zandstenen knol. Het skelet ligt grotendeels, maar niet volledig, in verband, met behoud van het grootste deel van de romp, de rechtervoorpoot en kleine delen van de linkervoorpoot en achterpoten. Botten aan de linkerkant van de schedel werden verplaatst toen het dier verviel, maar het grootste deel van de rechterkant was in staat om te fossiliseren.
De meeste van de eigenlijke gefossiliseerde botten waren weggeërodeerd toen het exemplaar werd gevonden, hoewel goed bewaarde afdrukken in de zandsteen waren achtergebleven. Currie's beschrijving was gebaseerd op latex afgietsels gemaakt van de mallen. Tijdens een herbeschrijving in 2009 door Constanze Bickelmann, Johannes Mueller en Robert R. Reisz, werden nieuwe zeer nauwkeurige rubberen mallen gemaakt met behulp van verbeterde technieken.

## Beschrijving
Het bewaarde skelet was ongeveer dertig centimeter lang vanaf de punt van de snuit tot de basis van de staart. De staart is onbekend, maar Currie (1980) schatte dat de totale lengte van het dier van snuit tot staartpunt zestig tot zeventig centimeter zou zijn geweest. Het lichaam was breed en de ledematen waren van gemiddelde lengte. De algemene indruk was die van een middelgrote hagedis, hoewel Acerosodontosaurus helemaal niet verwant is aan echte moderne hagedissen. Hoewel de staart onbekend is, zou hij een vinachtige structuur kunnen hebben die lijkt op die van Hovasaurus, die wordt beschouwd als een naaste verwant van Acerosodontosaurus.

### Schedel

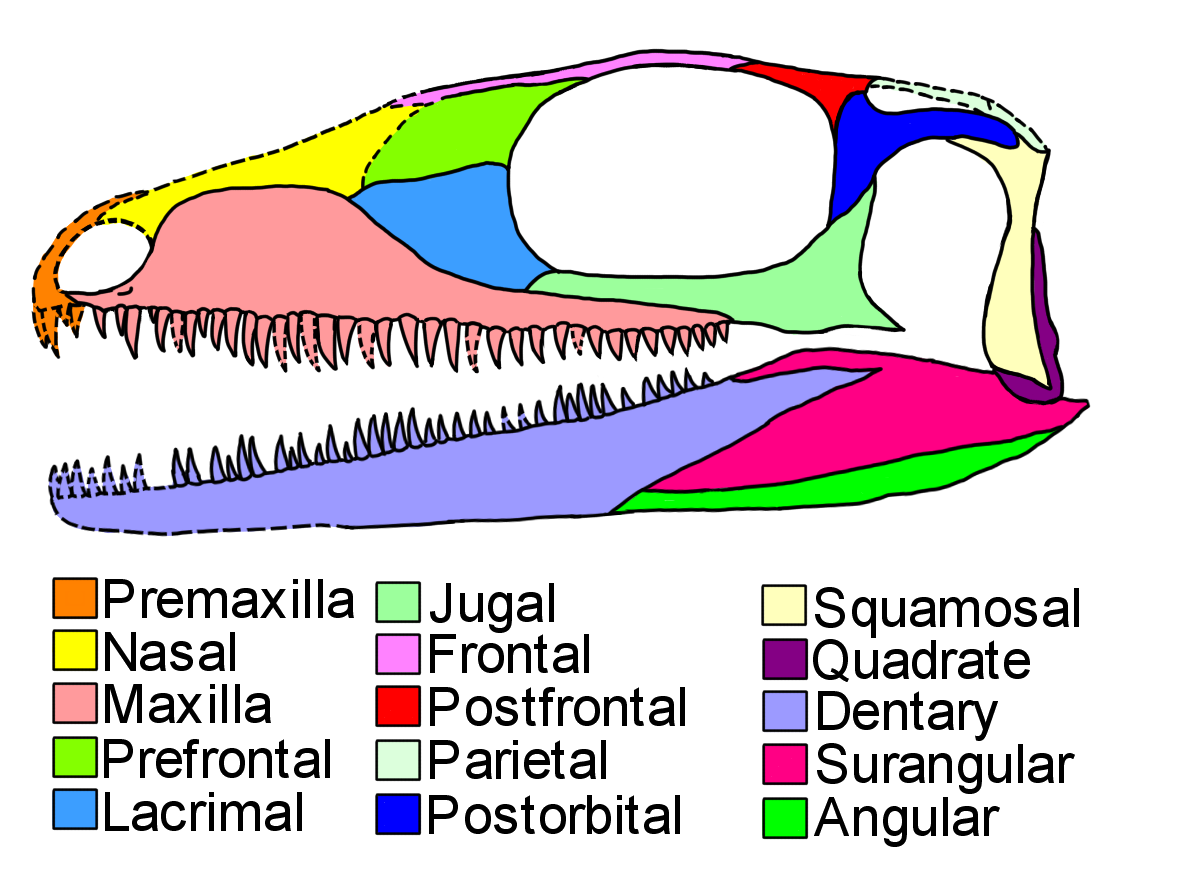
Een diagram van de schedel

De punt en bovenkant van de snuit zijn niet bewaard gebleven, maar de meeste andere schedelbeenderen zijn bekend. De oogkassen waren groot en de schedel was langer voor de ogen dan erachter. De onderrand van elke oogkas werd gevormd door een lange voorste tak van het jukbeen, die over een even langwerpige achterste tak van het tanddragende maxillaire bot ligt. De schedel was iets breder dan die van de meeste andere younginiformen, zoals blijkt uit de breedte en kromming van de frontale en prefrontale botten. Niettemin was het proportioneel vergelijkbaar met dat van Hovasaurus. De schedel had een geschatte totale lengte van vijfenvijftig millimeter.
De onderkaak was lang en slank. Het achterste deel van de onderkaak, dat werd gevormd door het gewrichtsbot (articulare), draagt een facet dat aansluit op het quadratum van de schedel om het kaakgewricht te vormen. Zowel het quadratum als het bijbehorende facet op de onderkaak zijn erg groot en sterk gebouwd.
De talrijke tanden van Acerosodontosaurus zijn conisch, scherp gepunt en enigszins teruggebogen. Ze zijn iets langer naar de voorkant van de schedel toe, maar zijn verder vergelijkbaar in grootte en vorm door de schedel en kaak heen, in tegenstelling tot de toestand bij eerdere diapsiden zoals Petrolacosaurus. Currie (1980) schatte dat zevenendertig tanden aanwezig waren in de bovenkaak en tweeëndertig in het geconserveerde deel van de onderkaak, gebaseerd op zowel geconserveerde tanden als lege tandkassen. Volgens dezelfde criteria, maar met verschillende latexafgietsels, schatten Bickelmann, Mueller en Reisz (2009) de aantallen op respectievelijk zesendertig en vierendertig. De onderkaak zou veel meer tanden hebben gehad dan deze schattingen, aangezien de voorste helft van de kaak niet bewaard was gebleven. Acerosodontosaurus betekent 'naaldtandhagedis', verwijzend naar het grote aantal naaldachtige tanden die verschillen van die van andere younginiformen in zowel vorm als aantal.
Als diapside had Acerosodontosaurus twee gaten die bekend staan als onderste slaapvensters, een aan elke kant van de schedel, achter de ogen. Het onderste temporale fenestra was echter niet volledig van onderen gesloten. Bij de meeste vroege diapsiden, zoals Petrolacosaurus en Youngina, wordt de onderrand van de onderste temporale fenestra gevormd door een benige staaf bestaande uit de achterste tak van het jukbeen en de voorste tak van de quadratojugale. Toch heeft Acerosodontosaurus een korte achterste tak van het jukbeen en mist hij een volledig quadratojugale, waardoor de onderste temporale fenestra onvolledig is omsloten. Hoewel veel latere diapsiden ook een onvolledige lagere temporale fenestra hebben, is Hovasaurus de enige andere younginiform met een dergelijke eigenschap.

### Wervels en ribben
Ten minste eenentwintig wervels waren aanwezig, allemaal van de nek, rug en heup; de staart ontbreekt. De cervicale (nek) wervels hadden kortere centra (wervellichamen) dan de dorsale (rug) wervels. Een kleine put (subcentraal foramen) was aanwezig aan zowel de linker- als de rechterkant van elk wervelcentrum. De doornuitsteeksels van de ruggenwervels zijn kenmerkend lang en rechthoekig in vergelijking met de meeste younginiformen, hoewel niet zo lang als die van Hovasaurus. De centra zijn op hun maximale lengte en de doornuitsteeksels zijn op hun maximale hoogte bij de wervels direct voor de heup. De dwarsuitsteeksels (ribfacetten) zijn vrij kort. Hoewel veel ribben onvolledig zijn, waren de ribben die grotendeels compleet waren lang en gebogen, wat aangeeft dat Acerosodontosaurus een vrij breed lichaam had. Zoals bij de meeste vroege diapsiden, vullen kleine wigachtige botten, bekend als intercentra, de openingen tussen de wervels op. Talrijke kleine, slanke buikribben waren ook aanwezig.

### Voorpoten
De voorpoten van Acerosodontosaurus behoren tot de meest diagnostische delen van het lichaam. Het enige bewaard gebleven deel van de schoudergordel is een dun, licht gebogen bot met taps toelopende uiteinden. Dit is waarschijnlijk een cleithrum, een bot dat bij vrijwel alle diapsiden ontbreekt. De enige andere neodiapside waarvan met zekerheid bekend is dat deze een cleithrum behoudt, is Hovasaurus.
Het opperarmbeen is onvolledig, maar de entepicondyle en het bijbehorende foramen zijn vrij goed ontwikkeld. Het capitulum en de trochlea zijn daarentegen slecht gedifferentieerd. Het spaakbeen is gedraaid en gebogen, ongewoon vergelijkbaar met die van de choristodere Champsosaurus. De ellepijp is zandlopervormig, rechter en kenmerkend iets langer dan het spaakbeen. In tegenstelling tot landbewonende diapsiden, was het olecranonuitsteeksel van de ellepijp afwezig. Zowel het spaakbeen als de ellepijp waren vlakker bij de pols en meer blokvormig bij de elleboog.
Zoals met andere vroege diapsiden, had Acerosodontosaurus elf carpale (pols) botten. Alle handwortelbeentjes zijn goed gescheiden. De meeste zijn qua grootte en vorm vergelijkbaar met die van Hovasaurus, met uitzondering van de mediale centrale, een bot tussen de radiale en distale carpale I die veel kleiner zijn bij Acerosodontosaurus. Het eerste middenhandsbeentje (het handbeen dat aansluit op de duim) is klein en stevig, terwijl het tweede, derde en vierde (die aansluiten op de wijs-, middel- en ringvinger) stapsgewijs langer zijn. Dit in tegenstelling tot de meeste andere younginiformen, waarbij het vierde middenhandsbeen aanzienlijk langer is dan het derde. Hovasaurus is een uitzondering, maar zelfs Acerosodontosaurus verschilt van dat geslacht doordat zijn middenhandsbeentjes niet zo kort zijn. Het vijfde middenhandsbeentje (dat aansluit op de pink) is even kort als het eerste, maar heeft een meer geknepen uiterlijk. Sommige vingerkootjes (vingerbeenderen) worden bedekt door de overliggende schedel, maar welke zichtbaar zijn, zijn kort, met scherpe en gebogen klauwen.

### Heup en achterpoten
Het darmbeen (bovenste blad van de heup) lijkt redelijk op dat van Hovasaurus en andere reptielen, hoewel het schijnbaar iets dikker is. Het schaambeen (voorste heupblad) is een zwaar gebouwd bot, sterk naar binnen gebogen. Als gevolg hiervan zouden de heupen bij leven behoorlijk breed zijn geweest. Het buitenoppervlak van elk schaambeen heeft een groot, diagonaal georiënteerd tuberculum (knop- of richelachtige groei). Het plaatachtige zitbeen (achterblad van de heup) is incompleet en werd aanvankelijk over het hoofd gezien. Het dijbeen is lang, gebogen en robuust, terwijl het scheenbeen en kuitbeen alleen bij de knie worden bewaard, zodat hun vorm moeilijk te bepalen is. Er zijn geen voetbeenderen bewaard gebleven.

## Classificatie
Aanvankelijk beschouwd als een exemplaar van Tangasaurus, wees Currie (1980) vervolgens Acerosodontosaurus toe aan de familie Younginidae. Het jaar daarop merkte zijn studie van Hovasaurus op dat Acerosodontosaurus overeenkomsten deelde met zowel tangasauriden als younginiden, en hij beschouwde het als voorouderlijk voor beide families. Andere studies vonden een soortgelijk resultaat en plaatsen het als het meest basale lid van Younginiformes. De herbeschrijving van het geslacht uit 2009 deconstrueerde gedeeltelijk het concept van een monofyletisch Younginiformes en wees het toe aan Tangasauridae. De beschrijving van de basale neodiapside Orovenator uit 2011 beschouwde tangasauriden als verder van moderne reptielen staand dan de younginiden, terwijl een studie van archosauromorfen uit 2016 Acerosodontosaurus dichter bij moderne reptielen plaatste in vergelijking met Youngina.
Bever et alii (2015) analyseerden Acerosodontosaurus naast andere neodiapsiden via zowel maximale spaarzaamheid als bayesiaanse analyses, en via alleen craniale versus volledige lichaamsgegevens. Uit hun volledige spaarzaamheidsanalyse bleek dat het een pantestudine lepidosauromorf was die verwant was aan Sauropterygia, Eunotosaurus, Odontochelys en Pappochelys. Dit resultaat stelt dus dat Acerosodontosaurus nauwer verwant was aan schildpadden dan aan enig ander modern reptiel, en dat schildpadden nauwer verwant waren aan hagedissen en verwanten (Lepidosauromorpha) dan aan krokodilachtigen en vogels (Archosauromorpha). Hun craniale spaarzame analysematrix behield de status van Acerosodontosaurus als een basale pantestudine, maar verwijderde Pantestudines uit de Sauria (de Lepidosauromorpha + Archosauromorpha-clade). Het verband tussen Acerosodontosaurus en schildpadden was zwakker in de bayesiaanse analyses, waar het werd geplaatst als een neodiapside die nauw verwant was aan Sauria maar onafhankelijk was van Pantestudines.
Tijdens hun herbeschrijving van Pappochelys herzagen Schoch & Sues (2018) de matrix van Bever et alii (2015), maar slaagden er niet in de verwantschappen van de meeste reptielenlijnen nabij de basis van Sauria op te lossen, inclusief Acerosodontosaurus. Li et alii (2018) beschreven de nieuwe pantestudine Eorhynchochelys en de herziene datamatrix van Schoch & Sues (2018) verder. Ze waren in staat om meer stabiliteit te vinden en vonden Acerosodontosaurus als de zustertaxa van Claudiosaurus en niet nauw verwant aan Hovasaurus. Acerosodontosaurus en Claudiosaurus waren nog steeds onbepaalde neodiapsiden als alle taxa werden opgenomen, maar ze bleken de vroegste Pantestudines te zijn onder een specifieke reeks parameters die eenentwintig slecht beschreven taxa uitsloten. In 2020 ontkende een studie weer dat het om Pantestudines ging.

## Paleobiologie
Verschillende skeletkenmerken ondersteunen de hypothese dat Acerosodontosaurus aquatisch was. Het olecranonuitsteeksel van de ellepijp, dat de afzet van de voorpoot versterkt, was afwezig (of niet ontwikkeld tot bot), een eigenschap die overeenkomt met de aquatische nothosauriërs, ichthyosauriërs en thalattosauriërs, maar in tegenstelling tot landbewonende reptielen als Thadeosaurus. Bovendien is het spaakbeen gedraaid (vergelijkbaar met die van de aquatische champsosauriërs) en heeft de pols een losse structuur, waarbij de handwortelbeentjes (polsbeenderen) gescheiden zijn door openingen in plaats van strak verbonden om gewicht te dragen.